# Хелваджян, Генри
Генри Хелваджян (англ. Henry Helvajian) — американский учёный-инженер, доктор наук, старший научный сотрудник в лабораториях физических наук в Аэрокосмической корпорации и руководитель её лаборатории лазерной микроинженерной науки. Его исследования по миниатюризации спутников привели к разработке первого в мире пикоспутника массой <1 кг.
Научная деятельность Хелваджяна включает: контролируемые преобразования в материалах с помощью лазерного и ультразвукового возбуждения; разработку диагностики для управления процессами в аддитивном производстве; исследование по отправке телескопов на 550 а.е. для наблюдения за экзопланетами; и HIVE — космическую архитектуру, которая решает проблему устойчивости. Недавно он был научным консультантом в проектах Sextant и Forward Engineering. Работа Хельваджяна была поддержана DOE, DARPA, ONR, AFOSR и NASA.

## Биография
Хелваджян получил степени бакалавра и магистра по электротехнике в Стэнфордском университете и степень доктора философии по электрофизике в Университете Южной Калифорнии. Он был научным сотрудником Национальной академии наук в Военно-морской исследовательской лаборатории.
Его первые исследования были посвящены фотохимии газовой фазы активированных радикальных видов и фотофизическим процессам взаимодействия лазера с низкой плотностью потока/материала. В начале 1990-х годов его исследовательский интерес расширился до приложений микроэлектромеханических систем (МЭМС), системах, миниатюризации спутников и обработке материалов лазером с низкой плотностью потока.
Хелваджян инициировал конференцию Гордона по взаимодействию лазеров с поверхностями и инициировал конференции по применению крупными американскими и зарубежными обществами. Он участвовал в создании первого наноспутника массой 1 кг и микродвигателей. Также разработал технологию изготовления МЭМС в стеклянных и керамических материалах.

### Работа вАэрокосмической корпорации[англ.]
Аэрокосмическая корпорация (The Aerospace Corporation) — частная некоммерческая корпорация, созданная в 1960 году указом Конгресса с целью предоставления правительству США услуг по исследованиям, разработкам и консультированию в области разработки космических систем. Генри Хельваджян присоединился к The Aerospace Corporation в 1984 году после работы в качестве научного сотрудника Национальной академии наук. Он работал над газофазной фотохимией и кинетикой активированных радикальных видов для разработки химических лазеров и над фотофизическими процессами явления взаимодействия лазера с низкой плотностью потока энергии и материала. Эксперименты по обработке лазером с низкой плотностью потока энергии выявили возможность модификации материалов с селективностью по видам в атомном масштабе. В 1992 году он начал исследования по применению микросистем (MEMS) в космических системах и миниатюризации спутников и спутниковых подсистем. Он был редактором четырех книг по этой теме (издательства AIAA/The Aerospace Press;). Последние две — Microengineering Aerospace Systems (1999) и Small Satellites: Past, Present and Future (2009).

## Достижения
Хелваджян получил признания от NASA, ASME, MRS, SPIE, JLPS и European-MRS, а также является членом SPIE. Имеет 20 патентов.
Является сопредседателем конференции SPIE Photonics West LASE в течение 8 лет и является нынешним председателем конференции SPIE Laser 3D Manufacturing. Он председательствовал на конференциях обществ MRS, OSA и LIA, помогая начать революцию наноспутников 25 лет назад, он также председательствовал на конференциях, спонсируемых NASA и CANEUS. Является автором более 100 статей и глав книг.